# Júlio Brunelli
Júlio Brunelli (falecido em 19 de fevereiro de 1990) foi um político e produtor rural brasileiro. 
Foi opositor da ditadura de Getúlio Vargas. Filiado à UDN, depois à Arena e ao PDS, Brunelli foi deputado estadual por cinco legislaturas. Foi também líder ruralista, destacando-se na luta por melhorias na área de produção leiteira no estado, ao lado do também produtor Breno Caldas, tendo sido presidente de cooperativa de produção de leite, fundador e titular da CORLAC - Companhia Riograndense de Laticínios e Correlatos Ltda.
Em Porto Alegre, no bairro Rubem Berta, há uma escola estadual de ensino fundamental que leva seu nome.